# Cóc kèn Bắc Bộ
Dây cóc kèn Bắc Bộ hay dây mật Bắc Bộ (danh pháp: Derris tonkinensis) là một loài thực vật có hoa trong họ Đậu. Loài này được Gagnep. miêu tả khoa học đầu tiên.